# Reformierte Kirche Embrach

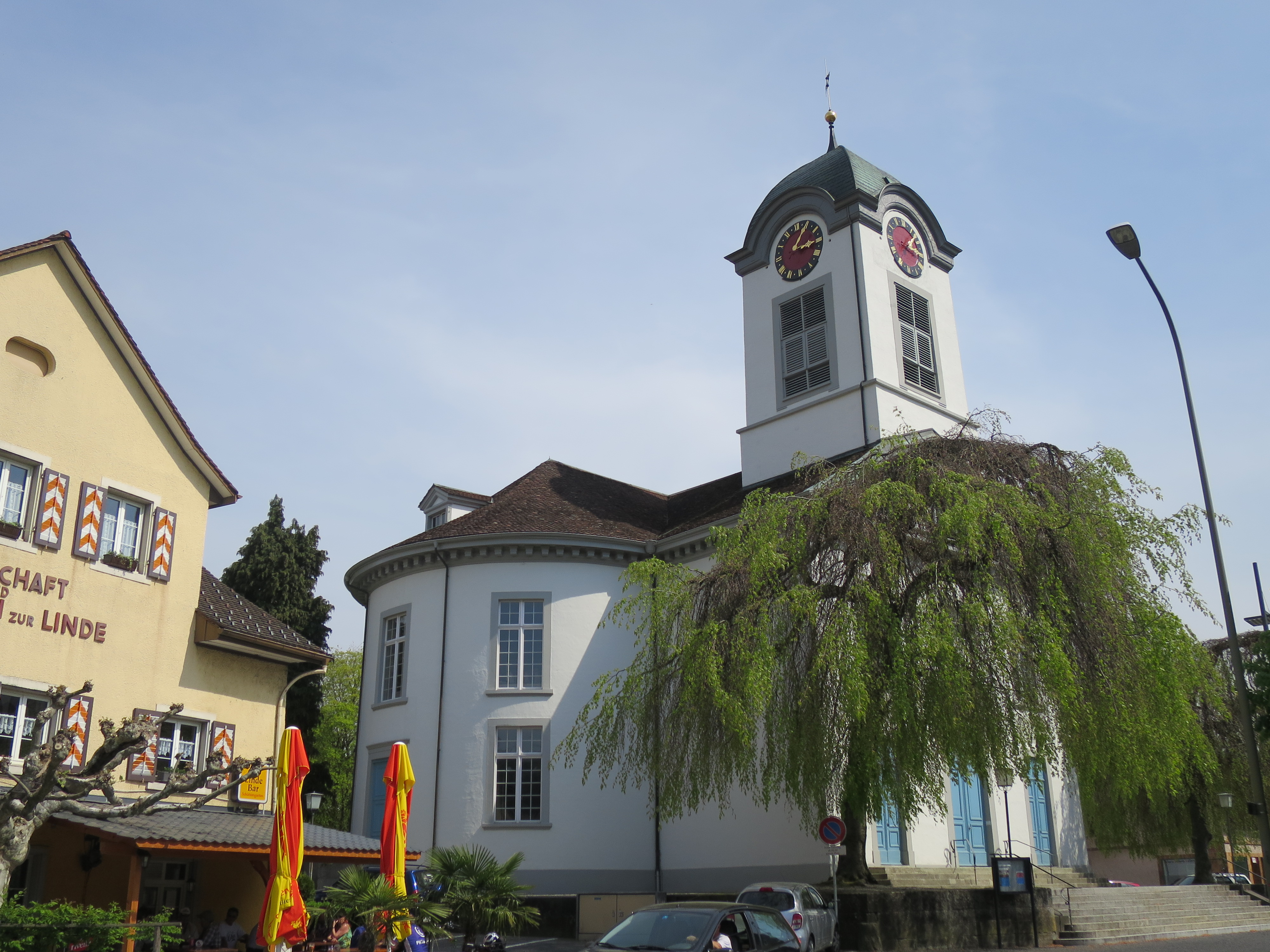
Kirche Embrach

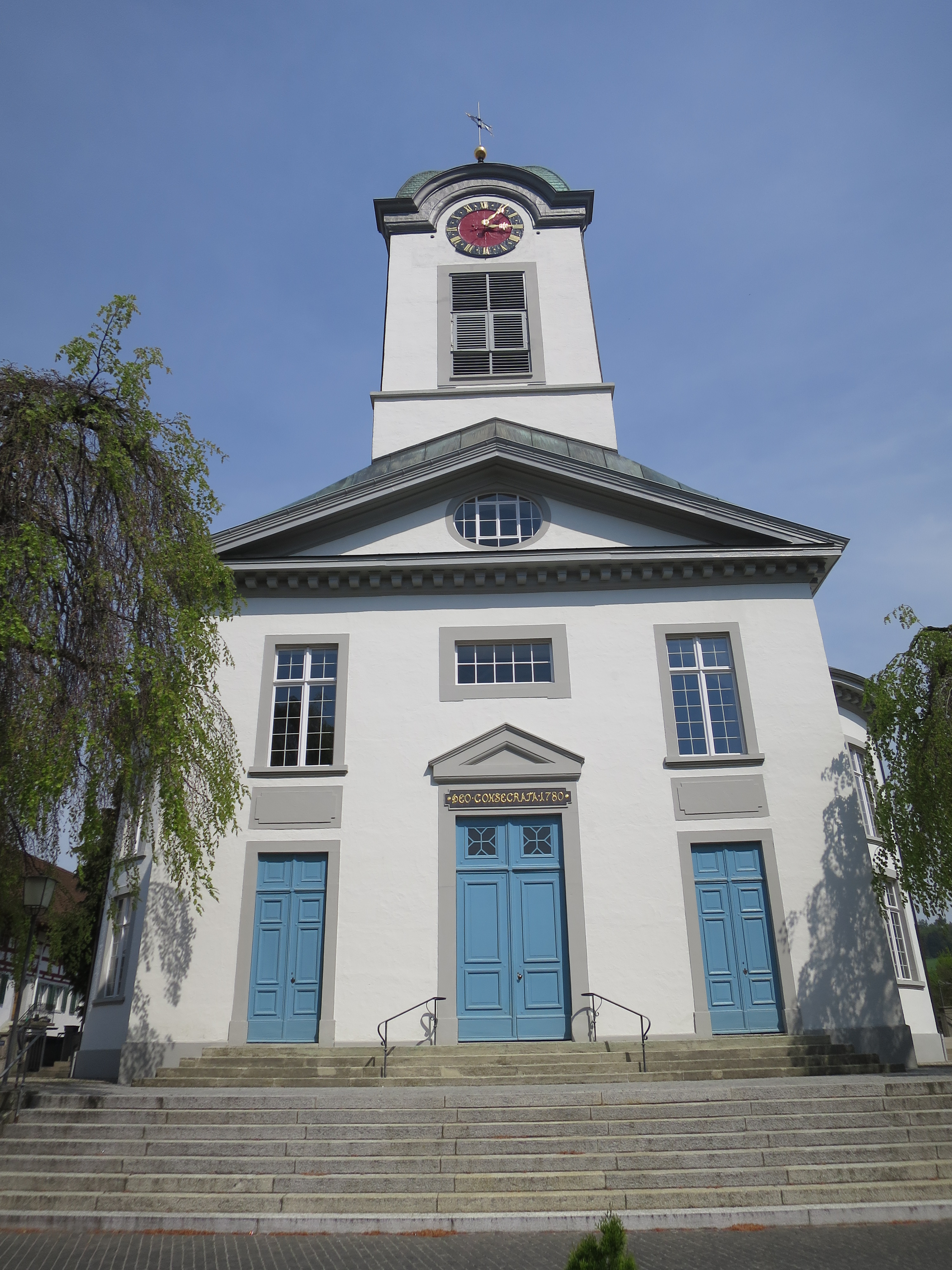
Hauptfassade

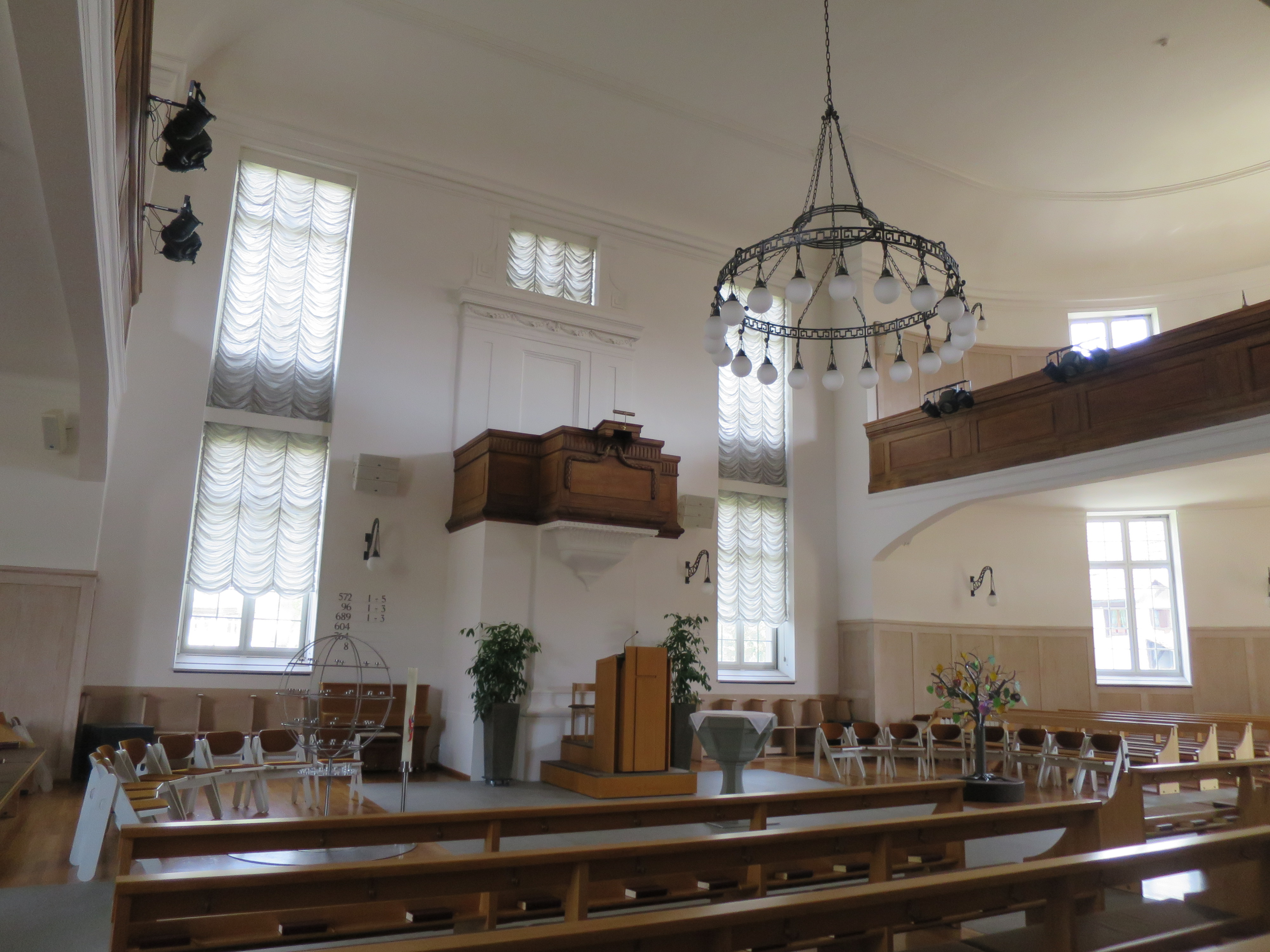
Quergerichteter Innenraum

Die reformierte Kirche Embrach ist eine bedeutende Querovalkirche des frühen Schweizer Klassizismus und steht unter Denkmalschutz.

## Geschichte
Im Mittelalter gab es im Zentrum vom heutigen Embrach ein Kollegiatstift vermutlich der Augustiner-Chorherren. Grundmauern des ersten Klosterbaus, welche bei Ausgrabungen im Jahr 1992 freigelegt wurden, lassen sich auf das 9. Jahrhundert datieren. Das Chorherrenstift St. Peter wurde 1386 im Sempacherkrieg und 1444 im Alten Zürichkrieg zweimal gebrandschatzt und geplündert. Die neu erbaute gotische Stiftskirche wurde nach dem Niedergang des Chorherrenstifts und nach dessen Aufhebung in der Reformation 1524 als reformierte Kirche weiter benutzt. 1778 stürzte diese Kirche nach einem Erdbeben ein. Der Architekt David Vogel errichtete 1779–1780 den Neubau der heutigen Kirche.

## Beschreibung

### Äusseres
Im Gegensatz zur kurz darauf entstandenen ovalen Rokoko-Kirche Horgen ist die Gestaltung der Fassaden bereits von klassizistischer Formensprache geprägt. Die Hauptfassade mit dem kleinen inkorporierten Frontturm ist von pittoresker Schlichtheit. Sie ist in drei Achsen mit mächtigen Portalen gegliedert und wird bekrönt von einem Dreiecksgiebel mit Oculus und Zahnschnittfries.
Im Turm hängt ein vierstimmiges Glockengeläut mit der Schlagtonfolge H° – dis' – fis' – h', das 1903 von der Glockengiesserei H. Rüetschi in Aarau gegossen wurde.

### Inneres
Der Grundriss erinnert an reformierte Ovalkirchen wie die Kirche von Chêne-Pâquier: Ein ovaler Predigtraum, dessen Sitzbänke auf die Kanzelwand an der nördlichen Längsfassade ausgerichtet sind. Der Grundriss kann auch als Quadrat mit eingezogenen halbrunden Abschlüssen zu beiden Seiten interpretiert werden. Die U-Empore, die über Treppenhäuser im Frontrisalit zu betreten ist, wurde so angelegt, dass die Kanzel von überall aus gesehen werden kann. Diese Raumgestaltung trägt den spezifischen Bedürfnissen des reformierten Predigtgottesdienstes Rechnung.
Abgesehen von der Kanzel verfügt die Kirche kaum über dekorative Elemente. Der hölzerne Kanzelkorb und die Kanzelrückwand sind mit schlichtem Klassizistischen Dekor verziert. Bei der Renovation 1979 erhielt die Kirche eine neue Täferung und eine neue Orgel.
Diese Orgel mit 27 Registern auf zwei  Manualen und Pedal wurde  von der Manufaktur  Orgelbau Kuhn aus Männedorf gebaut und ersetzt ein Vorgängerinstrument von Theodor Kuhn aus dem Jahr 1909, das über 21 Register verfügte.